# سرآب کرتول
کَرتول یا کرتیل یا توده زن یا به زبان لکی * که‌ رتویل * نام سرآب و گردشگاهی طبیعی در شهرستان بروجرد است. این سراب در نزدیکی روستای توده‌زن از توابع بخش اشترینان قرار گرفته‌است و دارای درختان کهنسال گردو است و از نظر تأمین آب کشاورزی زمین‌های کشاورزی منطقه ارزش زیادی دارد. سراب کرتول در دامنه رشته کوه گرین قرار گرفته‌است و دسترسی به آن از طریق جاده بروجرد - اشترینان و جاده فرعی روستای توده زن امکان‌پذیر است
برای رسیدن به سر آب یا سرچشمه زیبای کرتول، کافی است مسیر رودخانه را به بالای کوه ادامه دهید. پس از حدود یکساعت پیاده‌روی به سر آب خواهید رسید  .